# جون سي إتش سبنس
جون سي إتش سبنس (بالإنجليزية: John C. H. Spence)‏ (و. – م) هو فيزيائي من أستراليا . وهو عضواً في الجمعية الملكية .

## مناصب وهيئات
أدار جامعة أوكسفورد، وجامعة ولاية أريزونا.

## جوائز
حصل على جوائز منها:
- زمالة الجمعية الملكية
- زمالة معهد الفيزياء.